# Ethel (Washington)
Ethel az Amerikai Egyesült Államok északnyugati részén, Washington állam Lewis megyéjében elhelyezkedő önkormányzat nélküli település.
Ethel postahivatala 1886 óta működik. A település névadója nem ismert.

## Fordítás
- Ez a szócikk részben vagy egészben  az   Ethel, Lewis County, Washington című angol Wikipédia-szócikk ezen változatának fordításán alapul.  Az eredeti cikk szerkesztőit annak laptörténete sorolja fel. Ez a jelzés csupán a megfogalmazás eredetét és a szerzői jogokat jelzi, nem szolgál a cikkben szereplő információk forrásmegjelöléseként.